# GOAT：最強特務
《GOAT：最強特務》（英語：The Greatest of All Time，或縮寫為）是一部2024年印度泰米爾語動作驚悚片，由文卡特·普拉布執導，AGS娛樂製作。電影主演維杰在片中一人分飾兩角，普拉尚、普拉布·迪瓦、莫翰、賈亞拉姆和阿傑莫·阿米爾擔任配角。本片為維杰從政前的倒數第二部電影，講述了反恐特別小組（SATS）前隊長甘地（Gandhi，維杰飾演）與小隊成員重聚，解決他們以往行動後果的故事。
本片的消息於2023年5月對外正式宣布，暫定名為《指揮官68》（Thalapathy 68），象徵維杰主演的第68部電影，正式片名於同年12月發表。電影2023年10月開拍，並於2024年6月底殺青。拍攝地點包括泰國、清奈、斯里蘭卡、海得拉巴、本地治里、俄羅斯、提鲁沃嫩塔布勒姆和美國。本片的音樂曲目由尤文·香卡·拉雅譜寫，攝影由悉達多·努尼掌鏡，剪輯由文卡特·拉詹（Venkat Raajen）負責。
《GOAT：最強特務》2024年9月5日以標準及IMAX格式在全球上映。影評界對電影的評價褒貶不一，多數稱讚維杰的表演、動作場面與重頭戲，但批評人物發展和劇本上的不足。本片的預算高達38億至40億盧比，至此成為AGS成本最高的電影，此數字在印度電影預算史上名列前茅。《GOAT：最強特務》的全球票房約44億至45.6億盧比，登上2024年泰米爾電影票房冠軍以及2024年票房第四高的印度電影寶座；電影憑藉此成績也在上映時成為史上票房第五高的泰米爾電影、海外票房第五高的泰米爾電影，以及泰米爾納德邦票房第三高的電影。

## 劇情
2008年，由M·S·甘地及隊員蘇尼爾·提亞格拉詹、卡利揚·桑德拉姆、阿傑·格溫達拉傑組成的反恐特別小組（SATS）前往肯亞，攔截了恐怖份子奧馬爾並奪得用於武器的鈾元素。他們被控叛國罪後潛逃的前任負責人拉吉夫·梅農也在同一列車上。SATS摧毀了列車，並認定包含梅農在內的所有恐怖份子均已死去後，回到了德里。SATS成員們在德里偽裝成旅遊機構的員工，向家人隱瞞他們的真實工作；甘地與懷有身孕的妻子「阿努」阿努拉達及五歲的兒子吉萬一起生活。
甘地為了減輕阿努懷疑自己出軌，帶著家人前往曼谷度蜜月，順便執行新任務。務完成後，甘地和家人遭到攻擊，導致阿努臨產，而吉萬則神秘失蹤。警方發現了一具燒焦的屍體，因遺物判定為吉萬，甘地悲痛欲絕。阿努產下一女，但悲痛之下，不再與甘地說話。
2024年，已離開SATS的甘地在清奈國際機場擔任移民官，還與阿努及女兒吉萬莎分居。在卡利揚的建議下，甘地的前老闆納齊爾邀請他去莫斯科，為重新開放的印度大使館培訓新官員。甘地不情願之下同意，但在大使館遭到了一群抗議者的攻擊。甘地擊退了他們，並震驚地看到其中一名襲擊者與年輕的自己極為相似。兩人私下見面後，對方竟是意外生還並成年的吉萬。他們返回清奈，一家人團聚，阿努再次開始與甘地說話。一晚，納齊爾致電甘地，約定在清奈地鐵站緊急見面，以透露自己手中的機密。一名蒙面人襲擊了納齊爾；甘地及時趕到，對決襲擊者，但納齊爾被蒙面人殺死。蒙面人的身分其實是吉萬；甘地發誓要找到兇手，為納齊爾報仇。
甘地回到SATS，尋找試圖威脅自家機構的幕後黑手。納齊爾的手機裡存有吉萬及其莫斯科幫派的所有資訊；吉萬的同夥夏爾原本在地鐵站撿走了手機，但手機卻不翼而飛。吉萬實際上一直效命於梅農，心懷鬼胎地進入甘地家。梅農在2008年的列車爆炸中倖存下來，但妻小卻在事故中喪生。為了復仇，他追蹤甘地來到曼谷，綁架了吉萬並把他關進少管所，讓他心生恐懼。之後，他殺了少管所的人，「救」了吉萬，贏得了對方的信任，並以死去兒子的名字給他改名為桑傑。吉萬在梅農的操縱下，開始相信甘地要為梅農家人的死負責。吉萬將自己的一生獻給了梅農，並決心向甘地復仇。
小偷戴蒙德·巴布偷走了納齊爾的手機；甘地試圖買下手機，但被吉萬阻饒。吉萬更為了手機殺死了阿傑。當梅農和同夥阿卜杜爾偷渡進印度時被海關攔下，吉萬綁架了蘇尼爾之女斯里尼蒂，威脅蘇尼爾放人。梅農和阿卜杜爾再被發現身分前及時被釋放，但斯里尼蒂被吉萬割傷，隨後又遭卡利揚殺死。原來，卡利揚是梅農的長期合作者。蘇尼爾對女兒的死悲痛欲絕，發誓一旦找出兇手，就要報仇。甘地在追捕夏爾的過程中，偶然發現了吉萬並將其逮捕。吉萬在審訊中奪走了蘇尼爾的槍，槍殺了對方，並強迫甘地護送自己出去。與此同時，阿努被梅農挾為人質，甘地只好照辦。
蘇尼爾實際上假死，且與甘地早發現了卡利揚的真面目，於是制伏了對方。梅農向甘地透露，吉萬制定了一則恐攻計畫，將透過炸彈殺死M·A·奇丹巴蘭體育場的大量觀眾，並誣陷甘地叛國。但甘地故意被梅農捉住，並反過來帶到了對方；甘地接著帶著梅農前往體育場與吉萬談判。甘地在小舅子西努和吉萬莎的幫助下阻止了爆炸。當吉萬威脅吉萬莎的生命時，甘地槍殺了他。
事後揭露，死去的吉萬實際上是吉萬本尊（仍稱為桑傑）的創造的複製人，並早在準備更多的複製人來對付甘地。

## 演員
- 維杰飾演
  - M·S·甘地（M. S. Gandhi）
  - 吉萬·甘地／桑傑·梅農（Jeevan Gandhi / Sanjay Menon）
    - 阿基蘭（Akilan）飾演年幼的吉萬
    - 阿亞茲·罕（Ayaz Khan）飾演青少年吉萬（深偽）
- 普拉尚（英语：Prashanth）飾演蘇尼爾·提亞格拉詹（Sunil Thiagarajan）
- 普拉布·迪瓦飾演卡利揚·桑德拉姆（Kalyan Sundaram）
- 莫翰（英语：Mohan (actor)）飾演拉吉夫·梅農（Rajiv Menon）
- 賈亞拉姆（英语：Jayaram）飾演納齊爾（Nazeer）
- 阿傑莫·阿米爾（英语：Ajmal Ameer）飾演阿傑·格溫達拉傑（Ajay Govindharaj）
- 維巴夫（英语：Vaibhav Reddy）飾演夏爾（Sha）
- 約吉·巴布飾演戴蒙德·巴布（Diamond Babu）
- 普雷姆吉·阿馬倫（英语：Premgi Amaren）飾演西努（Seenu）
- 絲妮哈（英语：Sneha (actress)）飾演「阿努」阿努拉達（Anuradha "Anu"，由薩維塔·拉達克里希南（英语：Savitha Radhakrishnan）配音）
- 萊拉（英语：Laila (actress)）飾演拉迪卡·蘇尼爾醫生（Dr. Radhika Sunil，由薩維塔·拉達克里希南配音）
- 米娜克希·喬德里（英语：Meenakshi Chaudhary）飾演斯里尼蒂·蘇尼爾（Srinidhi Sunil，由M·M·瑪納西（英语：M. M. Manasi）配音）
- 阿皮尤克塔·馬尼坎丹（Abhyukta Manikandan）飾演吉萬莎（Jeevitha）
- 尤根德蘭（英语：Yugendran）飾演阿卜杜爾（Abdul）
- T·西瓦（英语：T. Siva）飾演印度大使館官員
- 蘇布·潘朱（英语：Subbu Panchu）飾演拉金德蘭副督察（SI Rajendran）
- 亞拉文·阿卡什（英语：Aravind Akash）飾演阿拉溫（Aravind）
- 阿傑·拉傑（英语：Ajay Raj）飾演阿傑（Ajay）
- 迪利潘（英语：Dileepan）飾演迪利普（Dhilip）
- VTV·加內什（英语：VTV Ganesh）飾演拉格萬（Raghavan）
- 帕爾瓦蒂·奈兒（英语：Parvati Nair）飾演低階SATS人員（由普拉克魯西配音）
- 奧馬爾·拉蒂夫（Omar Lateef）飾演奧馬爾（Omar）
- 赫里希凱什（英语：Hrishikesh (actor)）飾演梅農的黨羽
- 蘇布拉馬尼安·戈帕拉克里希南（英语：Subramanian Gopalakrishnan）飾演SATS人員

客串演出
- 特瑞莎·克莉希南飾演〈馬塔〉（Matta）的舞者
- 錫瓦卡席克揚飾演他自己
- Y·G·馬亨德拉（英语：Y. G. Mahendran）飾演RAW官員
- 卡尼哈（英语：Kaniha）飾演梅農之妻
- 安珍娜·克爾蒂（英语：Anjena Kirti）飾演少管所看守人
- 科馬爾·夏馬（英语：Komal Sharma）飾演納齊爾之妻

此外，2023年12月逝世的演員維賈亞坎特在片中扮演一名核科學家，電影使用人工智慧讓他短暫扮演了M·S·甘地的偽裝，以向該演員致敬；聲音由K·馬尼坎丹配音。板球選手MS·多尼、拉文德拉·賈德賈、魯圖拉吉·蓋克瓦德、羅希特·夏馬及阿金雅·拉哈內出現在印度板球超級聯賽（IPL）清奈超級王者對陣孟買印度人隊比賽的存檔影像中。

## 備註
1. ↑  《GOAT：最強特務》的全球票房約介於44億（Box Office India[5]）至45.6億盧比（Pinkvilla[6]）之間。

## 外部連結
- 互联网电影数据库（IMDb）上《GOAT：最強特務》的资料（英文）
- 爛番茄上《GOAT：最強特務》的資料（英文）